# Mexy
Mexy – miejscowość i gmina we Francji, w regionie Grand Est, w departamencie Meurthe i Mozela.
Według danych na rok 1990 gminę zamieszkiwało 1959 osób, a gęstość zaludnienia wynosiła 400 osób/km² (wśród 2335 gmin Lotaryngii Mexy plasuje się na 217. miejscu pod względem liczby ludności, natomiast pod względem powierzchni na miejscu 1019.).